# 유이시루역
유이시루역(중국어: 友谊西路站)은 중국 상하이시 바오산구 양싱진 윈촨 공로·유이로의 교차로에 위치한 상하이 지하철 1호선의 지하철역으로 2007년 12월 29일에 개통되었다.。

## 역 구조

### 층별 구조
유이시루역은 고가역으로서 1층은 대합실로 지하철 매표·교통카드 충전·보안체크 등을 담당하며, 2개의 출구가 있다. 2층은 승강장으로 2개의 상대식 승강장이 설치되어 있다. 역 동쪽에는 윈촨 공로(蕰川公路)가 지난다. 아래는 유이시루역의 건물 층별 구조이다.:
| 2층    | 상대식 승강장, 오른쪽 출입문이 열림 | 상대식 승강장, 오른쪽 출입문이 열림                 |
| 2층    | ←                                   | ■1호선 푸진루 방면 (시·종착역)                      |
| 2층    | →                                   | ■1호선 신좡 방면 (바오안궁루)                       |
| 2층    | 상대식 승강장, 오른쪽 출입문이 열림 |                                                     |
| 지면층 | 대합실                              | 1-2출구, 고객 센터, 자동 매표기, 수동 서비스 카운터 |

## 버스 환승
172, 552, 첸타이선, 바오산7로

## 출구
|                         |                                            |  |  |
| 출구 번호               | 출구 위치                                  |  |  |
| 1번 출구                | 유이로(蕰川路) 동측, 메이싱로(湄星路) 남측 |  |  |
| 2번 출구                | 유이로(蕰川路) 서측, 메이싱로(湄星路) 남측 |  |  |
| 아이콘 설명: 엘리베이터 |                                            |  |  |